# بائقة (اسم)
بَائِقَة هو اسم علم مؤنث من أصل عربي، ومعناه هو الداهية.